# 徐家匯

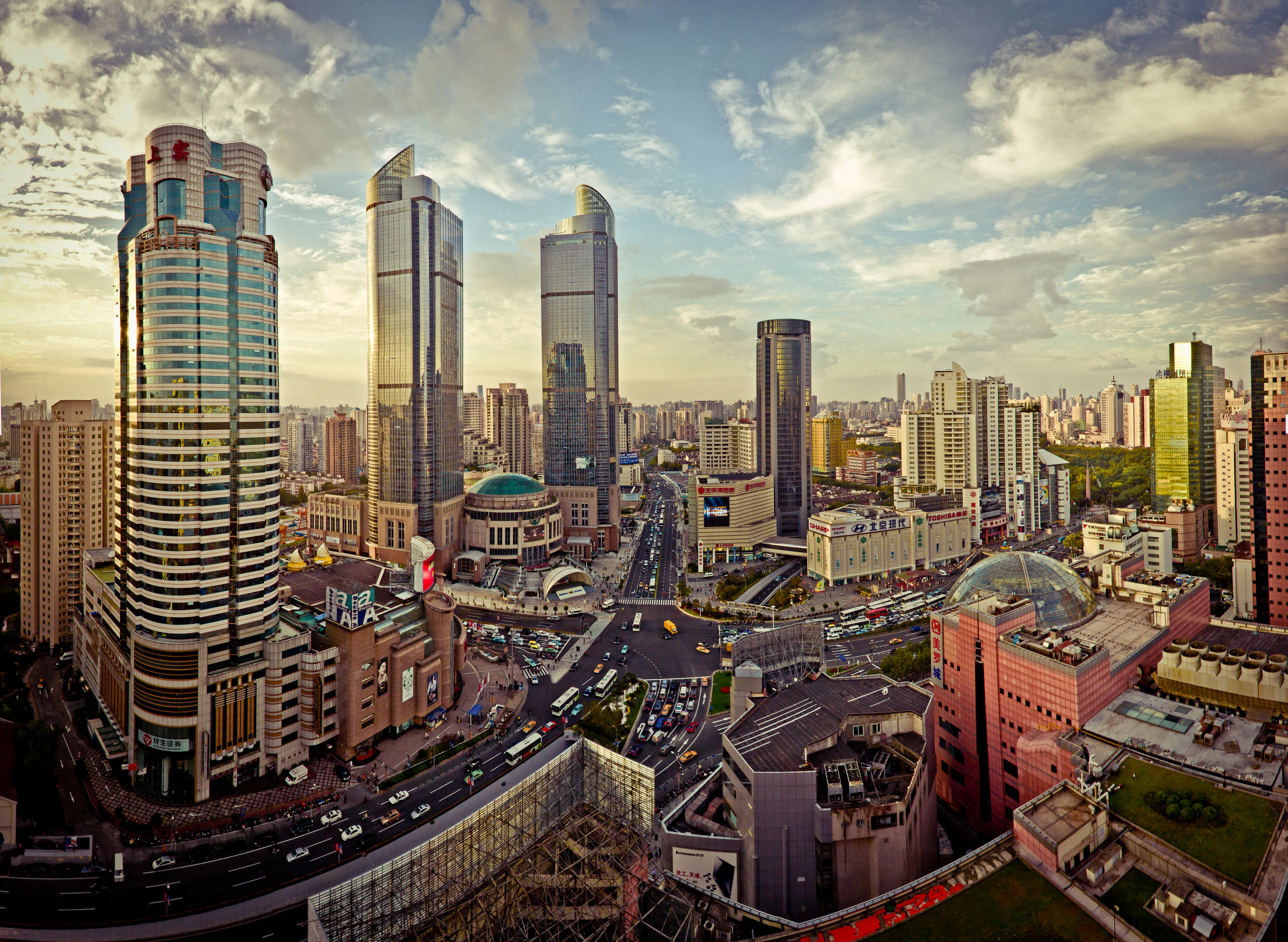
徐家匯のショッピング街

徐家匯（じょかわい、シージャーホゥエイ、簡体字: 徐家汇）は上海市徐匯区にある同区の商業の中心であり、北は広元路、東は宛平路、南は南丹路、あるいは斜土路辺りまでの地区を言う。

## 歴史
徐家匯の歴史は明の時代まで遡ることができる。明末の文淵閣大学士であった著名科学者・徐光啓がかつてここで農業をするために開墾した。
当初は“徐家庫”と呼ばれ、集落を形成していった。その後、そこが肇嘉浜と法華涇の両河川が合わさるところだったので“徐家匯”と改名された。徐家匯は上海天主教の発祥の地でもある。
1897年、盛宣懐が徐家匯の北にて南洋公学（現在の上海交通大学）を開学した。天主教徒の馬相伯が創設した復旦大学と、天主教系の震旦大学も元々はこの地区にあった。また日本の専門学校東亜同文書院が1917年から1937年まで虹橋路にあった。

## 商業

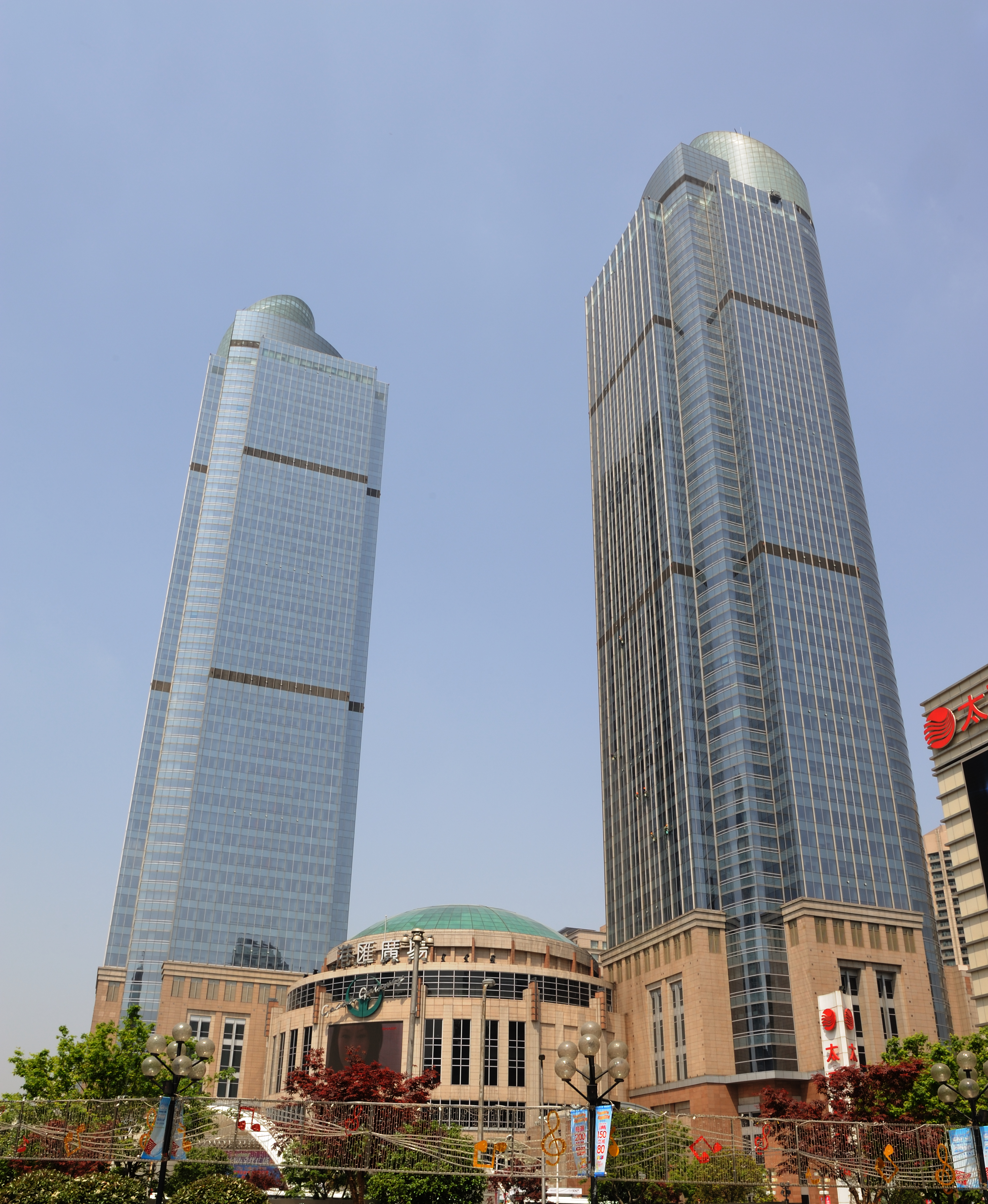
港匯恒隆広場

徐家匯の商業は主に服飾および、パソコンなどの電化製品で、多数の百貨店、量販店が立ち並んでいる。
- 港匯広場
- 東方商厦
- 可達影院
- 美羅城
- 永華電影城
- 上海第二食品商店
- 吉買盛
- 百思買
- 匯金百貨
- 上海市第六百貨
- 中興百貨
- 太平洋数碼広場
- 百脳匯

## 娯楽

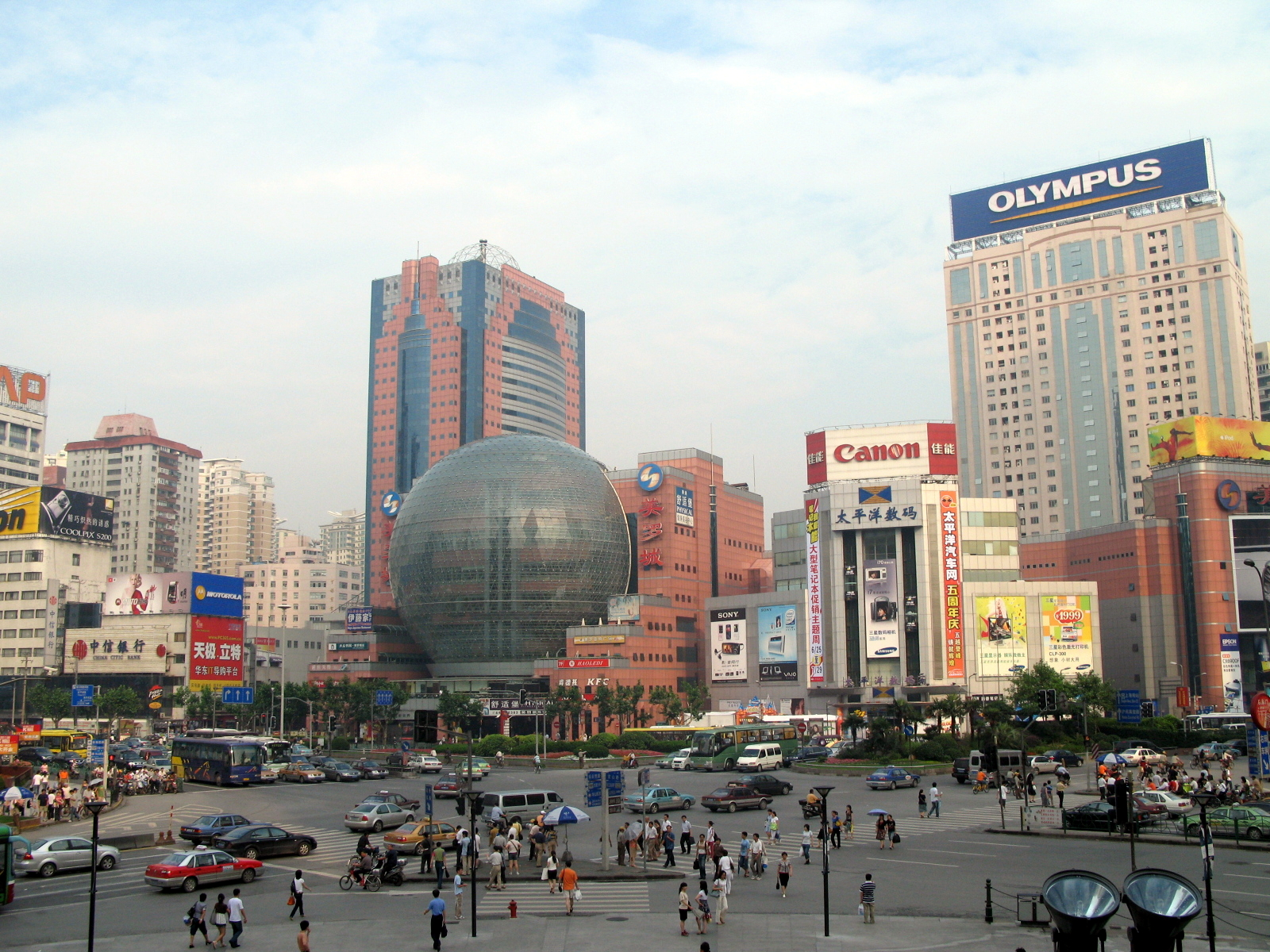
昼間の徐家匯

徐家匯は同区の娯楽の中心地でもあり、同区中心地には二つの五ッ星映画館、永華電影城と柯達電影世界がある。そのほかにも湯姆熊のような大型娯楽施設が多数ある。

## 公園
地区の主要道でもある肇嘉浜路は河を埋め立てて作られた道路で、その際に、区政府は徐家匯地区の環境改善のために2000年に徐家匯公園の建設をはじめ、2003年に完成した。規模は大きく、園内には小川も流れ、古い建築物も多数残され、主に喫茶室として使われている。また、この公園はカップルがたくさん集まるデートスポットにもなっている。

## 交通
主要道路
- 肇嘉浜路
- 華山路
- 衡山路
- 虹橋路
- 漕渓北路

地下鉄
- 上海地下鉄1号線・9号線・11号線徐家匯駅

## 著名建築

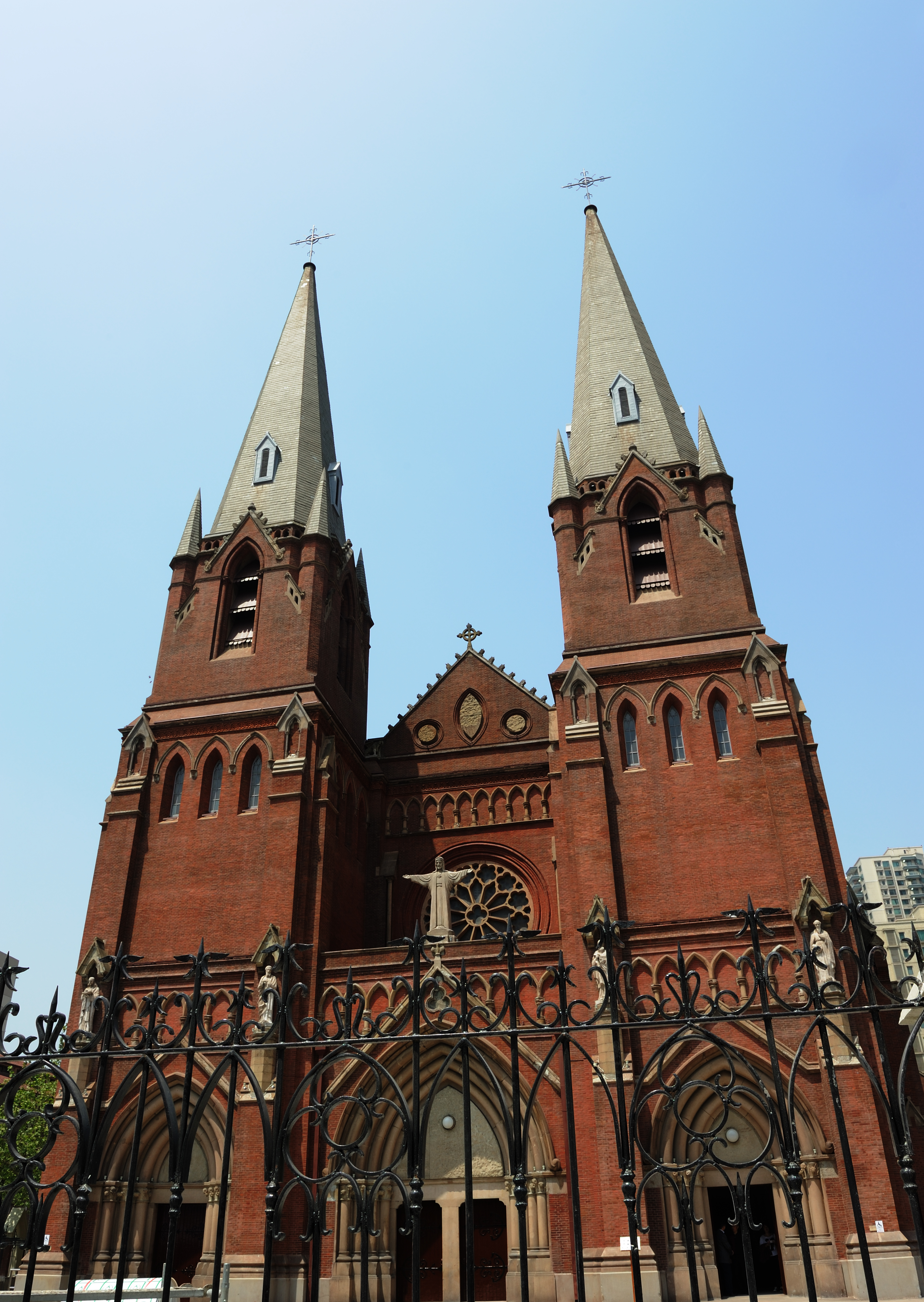
徐家匯天主教堂

- 古代
  - 徐光啓墓（光啓公園内）
- 1847年 - 1949年
  - 徐家匯聖依納爵主教座堂
  - 徐家匯蔵書楼
  - 聖衣院（上海電影制片所）
  - 拯亡会聖母院
  - 大修道院（徐匯区政府）
  - 徐匯中学
  - 南洋公学（上海交通大学）
- 1990年以後
  - 東方商厦
  - 港匯恒隆広場
  - 美羅城
  - 匯聯商厦
  - 徐家匯公園

## 教育
大学
- 上海交通大学

語学学校
- 上海美知中国語学校

座標: 北緯31度11分 東経121度26分 / 北緯31.183度 東経121.433度